# 2022年亞洲運動會花式游泳比賽
2022年亞洲運動會花样游泳比賽，是因2019冠状病毒病疫情而延期至2023年进行的第十九屆亞洲運動會的其中一項競賽項目，共產生2面金牌；賽事於2023年10月6日至8日在中國杭州奥体中心游泳馆舉行。
本项赛事也是2024年夏季奥林匹克运动会花样游泳比赛的资格赛之一。

## 赛程
以下是花样游泳项目的具体赛程安排：
| 日期          | 时间  | 项目         |
| ------------- | ----- | ------------ |
| 2023年10月6日 | 14:00 | 双人技术自选 |
| 2023年10月6日 | 19:30 | 团体技巧自选 |
| 2023年10月7日 | 14:00 | 双人自由自选 |
| 2023年10月7日 | 19:30 | 团体技术自选 |
| 2023年10月8日 | 10:00 | 团体自由自选 |

## 参赛代表团
共有10个代表团获得花样游泳项目参赛资格：
- 中国（10）
- 中国香港（10）
- 日本（9）
- （10）
- 中国澳门（10）
- 朝鲜（10）
- 新加坡（10）
- 韩国（2）
- 泰国（10）
- （3）

## 獎牌榜
*   主办国家/地区（中国）
| 排名                | 代表团              | 金牌 | 銀牌 | 銅牌 | 总计 |
| ------------------- | ------------------- | ---- | ---- | ---- | ---- |
| 1                   | 中国*               | 2    | 0    | 0    | 2    |
| 2                   | 日本                | 0    | 2    | 0    | 2    |
| 3                   |                     | 0    | 0    | 2    | 2    |
| 总计（共3个代表团） | 总计（共3个代表团） | 2    | 2    | 2    | 6    |

## 奖牌得主
| 項目 | 金牌                                                                                              | 金牌     | 银牌 | 银牌     | 铜牌 | 铜牌     |
| 雙人 | 中国（CHN） · 王柳懿 · 王芊懿                                                                     | 526.8620 | 日本（JPN） · 比嘉萌 · 安永真白 · 佐藤友花                                                                 | 489.4288 | （KAZ） · Arina Pushkina · Yasmin Tuyakova | 418.6987 |
| 團體 | 中国（CHN） · 常昊 · 程文涛 · 冯雨 · 石浩玙 · 王赐月 · 王柳懿 · 王芊懿 · 向玢璇 · 肖雁宁 · 张雅怡 | 868.9676 | 日本（JPN） · 比嘉萌 · 木岛萌香 · 佐藤友花 · 岛田绫乃 · 和田彩未 · 柳泽明希 · 安永真白 · 吉田萌 · 藤井萌夏 | 831.2535 | （KAZ） · Nargiza Bolatova · Eteri Kakutia · Aigerim Kurmangaliyeva · Xeniya Makarova · Arina Myasnikova · Anna Pavletsova · Arina Pushkina · Yasmin Tuyakova · Zhaklin Yakimova · Zhaniya Zhiyengazy | 663.7417 |